# Maureen O'Sullivan
Maureen Paula O'Sullivan (Boyle, 17 de maio de 1911 — Scottsdale, 23 de junho de 1998) foi uma atriz irlandesa-estadunidense, mais conhecida por interpretar Jane na série de filmes do personagem Tarzan, estrelada por Johnny Weissmuller.

## Biografia
Iniciou sua carreira cinematográfica em 1929 com pequenos papéis, obtendo em 1931 o papel feminino principal num filme de "Tarzan". Apaixonada pelo próprio trabalho, com inteligência e força de vontade seguia todas as sugestões dos vários cineastas e esta sua docilidade artística valeu-lhe o casamento com o diretor e produtor australiano John Farrow, em 1936.[carece de fontes?]
Por muito tempo Maureen fez o papel da Jane do "Tarzan" (Johnny Weissmuller). A Metro Goldwin Mayer jogou todo o seu poderio para reviver o personagem de Tarzan e fazer deste filme o melhor até então sobre o personagem de Edgar Rice Burroughs. Foi o primeiro filme falado de Tarzan, o diretor era dos melhores do estúdio e o elenco escolhido a dedo. "Tarzan, o Filho das selvas" (Tarzan the Apeman) de 1932 sob a direção de W. S. Van Dyke marca também a estreia de Johnny Weissmuller no cinema, aos 24 anos e já famoso como campeão de natação. É mãe da também famosa atriz Mia Farrow e foi colega de colégio de Vivien Leigh.
Maureen morreu em Scottsdale, aos 87 anos de idade. Está sepultada no Cemitério Redentor Cemitério, Nova York, Estados Unidos.

## Filmografia
- Song o' My Heart (1930) (20th Century Fox) ... Eileen O'Brien
- Just Imagine (1930) (20th Century Fox) ... LN-18
- So This Is London (1930) (20th Century Fox) ... Elinor Worthing
- Princess and the Plumber (1930) (20th Century Fox) ... Princesa Louise
- A Connecticut Yankee (1931) (20th Century Fox) ... Alisande
- Skyline (1931) (20th Century Fox) ... Kathleen Kearny
- The Big Shot (1931) (RKO Pathe) ... Doris
- Okay, America! (1932) (Universal) ... Sheila Barton
- The Silver Lining (1932) (1932) (United Artists) ... Joyce Moore
- Skyscraper Souls (1932) (MGM) ... Lynn Harding
- Strange Interlude (1932) (MGM) ... Madeline Arnold
- Fast Companions (1932) (Universal) ... Sally
- Tarzan, the Ape Man (1932) (MGM) ... Jane Parker
- Payment Deferred (1932) (MGM) ... Winnie Marble
- Robbers'Roost (1933) (20th Century Fox) ... Helen Herrick
- The Cohens and Kellys in Trouble (1933) (Universal) ... Molly Kelly
- Stage Mother (1933) (MGM) ... Shirley Lorraine
- Tugboat Annie (1933) (MGM) ... Patricia "Pat" Severn
- The Bishop Misbehaves (1933) (MGM) ... Hester Grantham
- The Thin Man (1934) (MGM) ... Dorothy Wynant
- The Barretts of Wimpole Street (1934) (MGM) ... Henrietta Barrett
- Hide-Out (1934) (MGM) ... Pauline Miller
- Tarzan and His Mate (1934) (MGM) ... Jane Parker
- Woman Wanted (1935) (MGM) ... Ann Gray
- Cardinal Richelieu (1935) (United Artists) ... Lenore
- West Point of the Air (1935) (MGM) ... "Skip" Carter
- Anna Karenina (1935) (MGM) ... Kitty
- The Flame Within (1935) (MGM) ... Linda Belton
- David Copperfield (1935) (MGM) ... Dora
- The Voice of Bugle Ann (1936) (MGM) ... Camden Terry
- The Devil-Doll (1936) (MGM) ... Lorraine Lavond
- Tarzan Escapes (1936) (MGM) ... Jane Parker
- My Dear Miss Aldrich (1937) (MGM) ... Martha Aldrich
- A Day at the Races (1937) (MGM) ... Judy Standish
- The Emperor's Candlesticks (1937) (MGM) ... Maria Orlich
- Between Two Women (1937) (MGM) ... Claire Donahue
- Spring Madness (1938) (MGM) ... Alexandra Benson
- Port of Seven Seas (1938) (MGM) ... Madelon
- Hold That Kiss (1938) ... June "Junie" Evans
- The Crowd Roars (1938) (MGM) ... Sheila Carson
- A Yank at Oxford (1938) (MGM) ... Molly Beaumont
- Let Us Live! (1939) (Columbia) ... Mary Roberts
- Tarzan Finds a Son! (1939) (MGM) ... Jane Parker
- Sporting Blood (1940) (MGM) ... Linda Lockwood
- Pride and Prejudice (1940) (MGM) ... Jane Bennet
- Tarzan's Secret Treasure (1941) (MGM) ... Jane Parker
- Maisie Was a Lady (1941) (MGM) ... Abigail "Abby" Rawlston
- Tarzan's New York Adventure (1942) (MGM) ... Jane Parker
- The Big Clock (1948) (Paramount) ... Georgette Stroud
- Where Danger Lives (1950) (RKO) ... Julie Dawn
- No Resting Place (1951) (Classic, Associated British) ... Nan Kyle
- Bonzo Goes to College (1952) (Universal) ... Marion Drew
- All I Desire (1953) (Universal) ... Sara Harper
- Mission Over Korea (1953) (Columbia) ... Nancy Slocum
- Duffy of San Quentin (1954) (Warner Bros.) ... Gladys Duffy
- The Steel Cage (1954) (United Artists) ... Gladys Duffy
- The Tall T (1957) (Columbia) ... Doretta Mims
- Wild Heritage (1958) (Universal) ... Emma Breslin
- Never Too Late (1965) (Warner Bros.) ... Edith Lambert
- The Phynx (1970) (Warner Bros.) ... Participação
- Mandy's Grandmother (1978) (Curta-metragem) (Andrew Sugarman) ... Avó
- Too Scared to Scream (1985) (Movie Store, Doorman) ... Inez Hardwick
- Hannah and Her Sisters (1986]) (MGM) ... Norma
- Peggy Sue Got Married (1986) (Tri-Star) ... Elizabeth Alvorg
- Stranded (1987) (1987) (New Line) ... Grace Clark